# Свети Йоан Серски и Свети Лука Симферополски (Сяр)
„Свети Йоан Серски и Свети Лука Симферополски“ (на гръцки: Ιερό Παρεκκλήσιο Αγίου Ιωάννη του Σερραίου και Αγίου Λουκά του Ιατρού) е православна църква в източномакедонския град Сяр (Серес), Егейска Македония, Гърция, част от Сярската и Нигритска епархия на Вселенската патриаршия.

## История
Храмът е разположен на улица „Елевтериос Венизелос“ № 143, в западната сярска махала Каменица (Каменикия) на мястото на старото сиропиталище. Посветен е на серчанина новомъченик Йоан Серски, пострадал за вярата около 1480 година и на руския лекар, епископ и новомъченик Лука Симферополски (1877 - 1961). Построен е от митрополит Теолог Серски и е открит в 2009 година. В архитектурно отношение е ротонда с купол. Открит е на 3 октомври 2009 година. В храма има мощи на Лука Симферополски, дар от „Света Богородица Добренска“.